# Place of my Heart
『Place of my Heart』（プレイス・オブ・マイ・ハート）は、KATSUMIの25枚目の会場限定CD。

## 内容
ライブ会場限定で販売されている会場限定CDの25作目。公式ファンクラブ「Hip Bird Club」会員のみ、ファンクラブ運営の通信販売にて購入することができる。
ディスクはCD-R仕様となっている。

## 収録曲
特記以外作詞・作曲・編曲：KATSUMI
1. この街で暮らそう
20th会場限定CD『Love Like This』収録楽曲を新録。
2. 恋文
編曲：鳥山雄司
ミニ・アルバム『CHANCE in the Seeds of Love』収録楽曲。
3. 願い 〜in the flow〜
9thオリジナル・アルバム『Seeds of Love』収録楽曲を新録。